# Mucha wędkarska

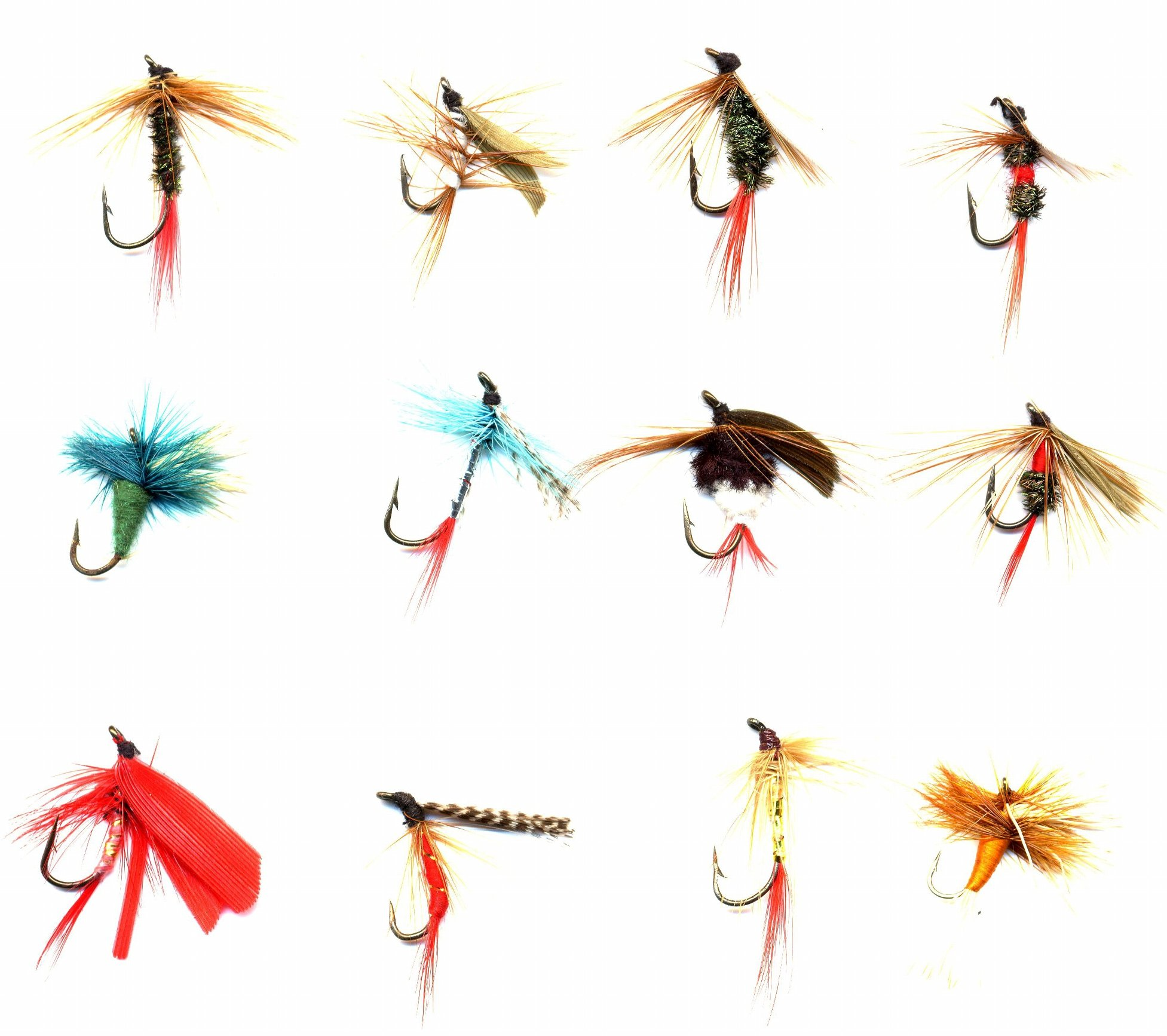
Sztuczne muszki

Mucha wędkarska – sztuczna przynęta wędkarska. Sztuczne muchy (zwane też muszkami) imitują rozmaite zwierzęta (w większości owady wodne, na różnych etapach rozwoju). Sztuczna mucha jest stosowana w wędkarstwie muchowym, głównie do połowu pstrąga, lipienia i troci oraz ryb podobnego żeru.
Sztuczne muchy dzielimy na:
- muchy suche – imitacja postaci dorosłej jętki, chruścika, ochotki, widelnicy, konika polnego lub chrząszcza (albo – rzadziej – ważki, świtezianki, komarnicy lub świerszcza)
- muchy mokre – imitacja poczwarki lub postaci dorosłej jętki, chruścika, ochotki, widelnicy tuż przed przepoczwarczeniem, które ma miejsce na powierzchni wody. Mokrych muszek używa się także do imitowania owadów, które nurkują (np. po to aby złożyć jaja)
- streamer – imitacja niewielkich ryb, ale także pijawek; klasyczny streamer wędkarski ma skrzydełka wykonane ze smukłych piór kogucich; inne charakterystyczne muchy typu streamer to matuki, włosianki i zonkery
- nimfa – imitacja larwy owada, żyjącej na dnie. Nimfy używa się ponadto do imitowania niewielkich skorupiaków, np. kiełży
- muchy trociowe i łososiowe – te muchy, wiązane na haczykach o dużych rozmiarach i charakterystycznym kształcie, często przy użyciu jaskrawo ubarwionych piór egzotycznych ptaków, nie imitują żadnych żywych organizmów. Ich konserwatywne kształty i barwy są wynikiem tradycji przekazywanej z pokolenia na pokolenie i rzadko ulegają modyfikacji. Nie jest do końca jasne, dlaczego łosoś i troć atakują takie muchy, bowiem większość z tych przynęt została zaprojektowana do połowu ryb wstępujących z morza do rzek na tarło, a takie ryby nie pobierają pokarmu. Być może czynią to ze zwykłej ciekawości
- muchy morskie – są to imitacje niewielkich ryb, krewetek, krabów i głowonogów służące do połowu w wodach słonych, sporządzane na specjalnych haczykach o podwyższonej odporności na rdzę, często przy użyciu syntetycznych materiałów, takich jak sztuczne włosia, połyskliwe lamety itp.
- muchy szczupakowe – to imitacje ryb, muchy na ogół dużych rozmiarów (nawet ponad 20 cm), często w jaskrawych, prowokujących barwach, wykonywane z materiałów syntetycznych (sztuczne włosia i tzw. flashe) i naturalnych (np. wełna owcy islandzkiej, pióra siodłowe koguta, sierść kozy, ogon jelenia); przez swoje pokrewieństwo z muchami morskimi zaliczane niekiedy do wspólnej kategorii „muchy morskie i szczupakowe”
- muchy do połowu ryb okoniokształtnych (zwane „bass bugs”) – muchy te, prowadzone po powierzchni wody są sporządzane z użyciem materiałów o dużej wyporności, np. korka, balsy, pianek z tworzyw sztucznych lub sierści sarny i jelenia oraz piór i gumy. Imitują narybek, żaby oraz drobne ssaki np. myszy
- poppery i slidery – przynęty muchowe, których istotnym elementem jest korpus („główka”) wykonany z wypornego materiału (korek, pianki syntetyczne). Zależnie od wielkości mogą być dużymi muchami szczupakowymi lub małymi przynętami do połowu np. pstrągów
- muchy inne (specjalne) – muchy nie mieszczące się w żadnej z powyższych kategorii, przeznaczone do szczególnych celów, tworzone niekiedy na potrzeby konkretnego łowiska – przykładami mogą być bardziej lub mniej wierne imitacje raków i ślimaków wodnych (np. wzór Al’s Crayfish), ziaren ikry, części roślin wodnych (jak muchy do poławiania amurów i morskich cefali), granulatu do skarmiania ryb hodowanych w stawach itp.

Istnieją różne szkoły wykonywania sztucznych muszek. Niektórzy wędkarze używają muszek jak najdokładniej imitujących dany gatunek i stadium rozwojowe owada (styl imitacyjny sporządzania muszek). Inni zwracają uwagę na to, by muszka przypominała naśladowany pokarm ryby tylko barwą, rozmiarem i sposobem poruszania się w wodzie (styl impresjonistyczny). Są także muszki, które nie przypominają żadnego zwierzęcia, a jedynie prezentują i uwydatniają te jego cechy, które wędkarz uważa za szczególnie atrakcyjne dla ryb. Takie muszki nazywane się atraktorami. Istnieją również proste i uniwersalne wzory much, które występują w wielu odmianach i są skuteczne w wielu warunkach i na wielu łowiskach. Np. stare wzory Red Tag i Hare’s Ear sporządza się jako muchy suche, mokre, nimfy, a nawet muchy morskie – i we wszystkich wersjach sprawdzają się na łowisku.